# Персиваль, Спенсер
Спенсер Персиваль (англ. Spencer Perceval; 1 ноября 1762, Мейфэр, Большой Лондон — 11 мая 1812[…], Вестминстерский дворец, Большой Лондон) — британский государственный деятель, премьер-министр Великобритании в 1809—1812 годах, единственный в истории глава британского правительства, павший жертвой покушения.

## Биография
Второй сын графа (ирландского) Эгмонта, учился в Кембридже, обратил на себя внимание Питта брошюрой по поводу процесса Уоррена Гастингса, при его поддержке был избран в 1796 году в палату общин, где выделился как даровитый оратор и в особенности как искусный полемист, находчивый в споре. Он поддерживал политику Питта. В министерстве Аддингтона был генеральным солиситором, потом генерал-атторнеем.
После смерти Питта перешёл в оппозицию, пока не пало либеральное министерство Гренвиля. В новом министерстве Портленда (1807) он получил должность канцлера казначейства, а в 1809 году стал во главе правительства. Он был представителем старого торизма, противопоставлял права короны правам парламента, противился эмансипации католиков, отстаивал протекционизм. Застрелен Джоном Беллингемом из личной мести в здании парламента.
По поводу смерти Персиваля в здании парламента существует необоснованная легенда о том, что он нарушил якобы существующий запрет на смерть в Вестминстерском дворце.